# Prosieczne
Prosieczne (słow. Prosečné, gwar. Prosečná, Prosečnô, 1372 m) – wybitny szczyt w Górach Choczańskich w Karpatach Zachodnich na Słowacji. Jest najwyższy w tzw. grupie Prosiecznego i najwyższy w ogóle w całych Górach Choczańskich poza Grupą Wielkiego Chocza. Sam masyw Prosiecznego wznosi się we wschodniej części grupy, pomiędzy Doliną Prosiecką na zachodzie a krótką, suchą dolinką Príslop na wschodzie. Poza tą ostatnią i zamykającą ją przełączką Ostruhy (też: Ostruky lub Długołącki Przysłop; 1085 m) do masywu Prosiecznego nawiązuje ramię ze szczytami Czarna Hora (Čierna hora, 1098 m) i Hradkowa (Hrádkovo) (1206 m), opadającymi ku wschodowi już ku Dolinie Kwaczańskiej. Głębokie wcięcie suchej doliny Príslop dobrze jest widoczne z szosy Liptowskie Maciaszowce – Liptowska Sielnica.
Prosieczne tworzy nieco wydłużony grzbiet przebiegający z południowego zachodu na północny wschód, z dwoma słabo wyodrębnionymi wierzchołkami (wyższy jest północno-wschodni). Zachodnie stoki opadają do Doliny Prosieckiej, południowo-wschodnie do miejscowości Prosiek na Kotlinie Liptowskiej, północno-zachodnie do Svoradu i Doliny Borowianki. Jest niemal całkowicie zalesione, jedynie na grzbiecie między wierzchołkami znajdują się niewielkie i zarastające polany. W południowo-wschodnie stoki wcinają się trzy suche żleby. 
Prosieczne zbudowane jest z mocno pofałdowanych, grubych warstw wapieni i dolomitów środkowego triasu, przez geologów zaliczanych do płaszczowiny choczańskiej. W stokach widoczne są liczne urwiste ściany, turnie i skałki.
Zachodnie zbocza masywu Prosiecznego, opadające ku Dolinie Prosieckiej, są objęte ochroną w rezerwacie przyrody Dolina Prosiecka.

## Turystyka
Szczyt Prosiecznego dostępny jest zielono  znakowanym szlakiem turystycznym: rozdroże w Dolinie Borowianki – Czarna Hora – Prosieczne – Svorad. Czas przejścia 3h, ↓ 2.50 h Pomimo tego odwiedzany jest niezbyt często: turyści odwiedzają głównie doliny otaczające Prosieczne: Prosiecką, Kwaczańską i Borowianki. Dodatkowym utrudnieniem w 2. dekadzie XXI w. były rozległe wiatrołomy, jakie powaliły znaczne obszary lasów w masywie Prosiecznego, oraz prowadzone w ich następstwie przez leśników prace porządkowe - m.in. w 2017 r. wymieniony wyżej szlak był zamknięty.